# Hofstedes kulturdimensionsteori

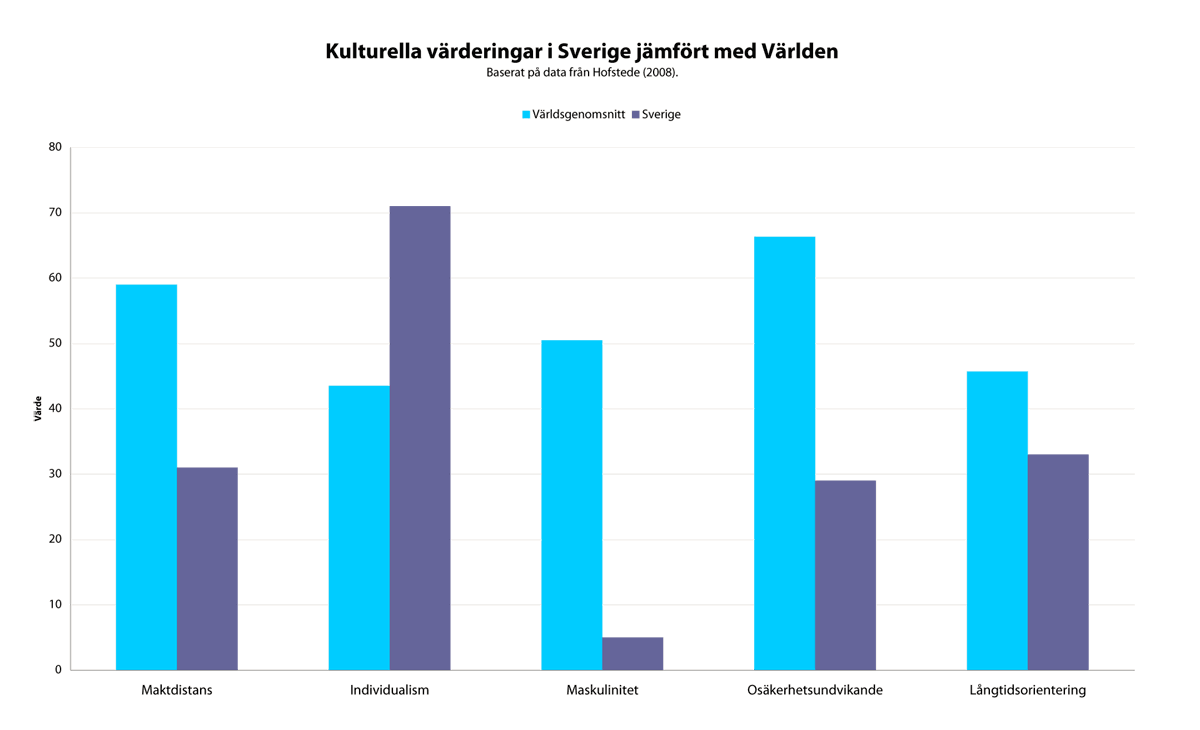
Jämförelse mellan svenska värderingar och genomsnittsvärden för hela världen, enligt Geert Hofstedes kulturdimensioner.

Hofstedes kulturdimensionsteori identifierar ett antal dimensioner som beskriver nationella kulturella värderingar som påverkar värderingar på arbetsplatser och i organisationer. Upphovsmannen är nederländaren Geert Hofstede.
I den första versionen av kulturdimensionsteorin, publicerad på 1970-talet, fanns fyra dimensioner:
- Maktdistans
- Individualism mot kollektivism
- Maskulinitet mot femininitet
- Osäkerhetsundvikande

1991 tillkom en femte dimension, långtidsorientering, baserad på forskning av Michael Bond. 2010 lades en sjätte dimension till,  tillfredsställelse mot återhållsamhet, baserad på en analys av World Values Survey.
De sex dimensionernas och deras innebörd är:
- Liten mot stor maktdistans (Power Distance, PDI) - den utsträckning i vilken mindre mäktiga medlemmar i organisationer förväntar sig och accepterar att makt fördelas ojämlikt. I kulturer med liten maktdistans, (Österrike, Israel, Danmark, Sverige, Nya Zeeland) förväntas maktrelationer som är konsultativa, inkluderande och demokratiska. I kulturer med hög maktdistans (Sydostasien, Östra Europa och Arabvärlden) accepterar mindre inflytelserika individer maktrelationer som är mer auktoritära och paternalistiska. Underlydande accepterar att makt hos andra helt enkelt baseras på var de befinner sig i vissa formella, hierarkiska system. Hofstedes maktdistansindex visar inte på skillnader i fördelning av makt, snarare visar det hur individer uppfattar skillnader i makt. Däremot gäller generellt att länder med lägre maktdistans förvaltas mer demokratiskt. Inom Europa, tenderar maktdistansen att vara lägre i de nordliga länderna och högre i de södra och östra länderna. Det föreligger ett liknande samband i vissa kulturer: diktatoriska och mindre intellektuella samhällen korrelerar med större maktdistans och därmed med större acceptans för auktoritär maktfördelning.

- Individualism mot kollektivism (Individualism versus Collectivism, IDV) - individualism kontrasteras mot kollektivism och avser den grad till vilken individer förväntar sig att de skall välja sina egna associationer eller agera som medlemmar av en livslång grupp eller organisation. Latinamerikanska länder rankas som de mest kollektivistiska, medan USA följt av engelsktalande och västeuropeiska länder har de mest individualistiska kulturerna.

- Maskulinitet mot femininitet (Masculinity versus Femininity, MAS) - refererar till värderingen av traditionellt manliga eller kvinnliga värden. Maskulina kulturer värderar konkurrens, självsäkerhet, ambition samt ansamlandet av rikedom och materiella ting. Feminina kulturer lägger större värde vid relationer och livskvalitet. Japan och Slovakien rankas som de mest maskulina kulturerna, liksom flera länder i Västeuropa. Sverige är världens mest feminina land, följt av andra nordiska länder. På grund av tabut mot att diskutera sexualitet i många kulturer, särskilt maskulina kulturer, samt de könsgeneraliseringar som följer av Hofstedes terminologi, så döps den här dimensionen ibland om till Livskvantitet mot livskvalitet. En annan aspekt av dimensionen är att i M-kulturer är skillnaderna i könsroller större och mindre flytande än i F-kulturer.

- Osäkerhetsundvikande (Uncertainty Avoidance, UAI) - är den utsträckning i vilken samhällsmedborgare försöker hantera stress genom att minimera osäkerhet. Kulturer med höga värden föredrar regler (t.ex. om religion och mat) och strukturerade sociala sammanhang. Anställda i sådana kulturer tenderar att stanna längre hos samma arbetsgivare. Medelhavsländer, Latinamerika och Japan rankas högt i den här kategorin. Singapore, Jamaica, Danmark och Sverige rankas lågt.

- Lång mot kort tidsorientering (Long-Term Orientation, LTO) beskriver ett samhälles tidshorisont, den betydelse som läggs vid framtiden i jämförelse med nutiden och det förflutna. I samhällen med lång tidsorientering värderas uthållighet, ordnade relationer genom status, sparsamhet och en känsla av skam. I samhällen med kort tidsorientering värderas normativa utsagor, personlig stabilitet, att "rädda ansiktet", respekt för traditioner samt återgäldade av favörer och gåvor. Kina, Taiwan och Japan visar särskilt höga värden. Många lågt utvecklade länder visar låga värden, lägst hos Pakistan och Västafrika. Västerländska länder delar relativt låga värden.

- Tillfredsställelse mot återhållsamhet (Indulgence versus Restraint, IVR) Tillfredsställelse beskriver ett samhälle som tillåter relativt fritt tillfredsställande av grundläggande och naturliga mänskliga drifter som är relaterade till att njuta av livet och ha kul, som exempelvis det svenska samhället, inklusive andra länder i norra Europa. Återhållsamhet står för ett samhälle som undertrycker tillfredsställande av behov och reglerar detta genom strikta sociala normer.[2]

De kulturella skillnaderna beskriver genomsnitt och inte värden för individer.